# Archibald Pitcairne

Opuscula medica, 1716

Archibald Pitcairne (25. prosince 1652 Edinburgh – 20. října 1713 tamtéž) byl skotský lékař.

## Kariéra
Po studiích v Paříži, v Remeši (kde roku 1680 získal titul) a v Leidenu působil v Edinburghu. Jeho hlavním oborem byla anatomie, v které uplatňoval své poznatky z fyziky. Zabýval se krevním řečištěm. Psal také poezii v latině a je autorem jedné komedie.